# خداع هيرينغ

خداع هيرينغ.

وهم هيرينكَ (بالإنجليزية: Hering illusion) هو خداع بصري هندسي تم اكتشافه عن طريق الفيزيولوجي الألماني إيوالد هيرينغ عام 1861. وهو عبارة عن مستقيمين متوازيين موضعين على خطوط شعاعية، فيبدوان كما لو كانا منحنيان إلى الخارج. ويتم اظهار التشويه الذي يصطف على نمط الخلفية، بشكل يحاكي تصميم المنظور، ويخلق انطباعا خاطئا عن العمق. كما أن الخداع البصري هنا ينتج تأثيرا مماثلا لخداع فونت، ولكنه يظهر بشكل معكوس.